# Cryptocatantops haemorrhoidalis
Cryptocatantops haemorrhoidalis är en insektsart som först beskrevs av Krauss 1877.  Cryptocatantops haemorrhoidalis ingår i släktet Cryptocatantops och familjen gräshoppor. Inga underarter finns listade i Catalogue of Life.

## Bildgalleri

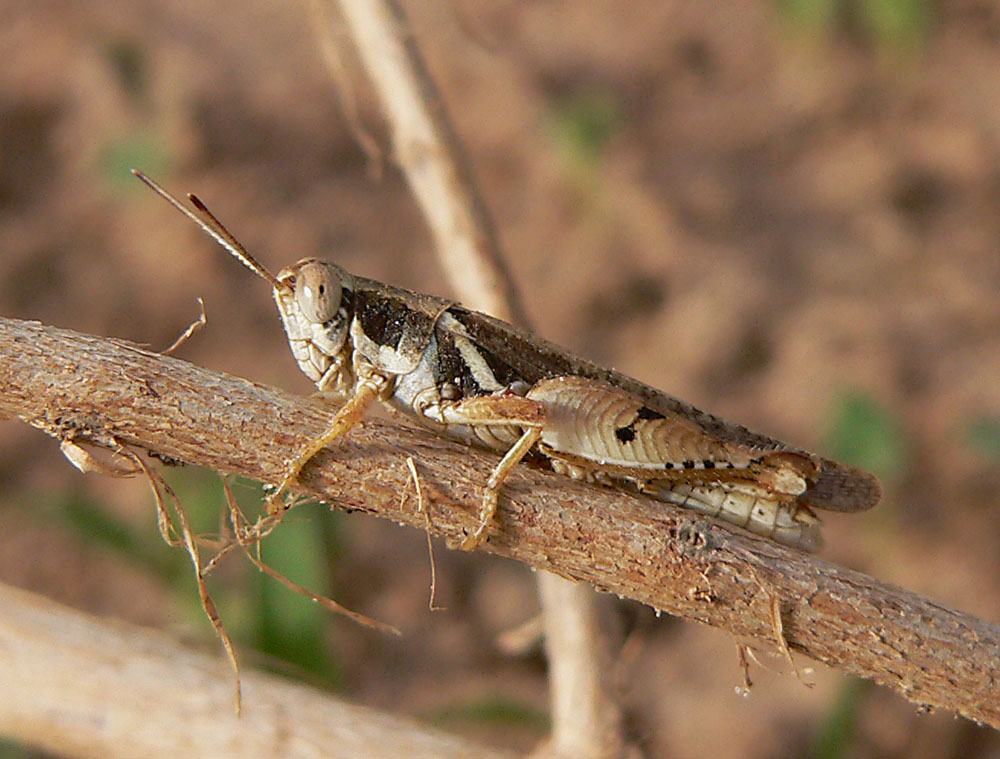